# 리징 (빈)
리징(독일어: Liesing)은 오스트리아 빈의 제 23구역이다.